# George S. Morison (ingeniero)
George Shattuck Morison (19 de diciembre de 1842 - 1 de julio de 1903) fue un ingeniero estadounidense, el principal diseñador de puentes en América del Norte a finales del siglo XIX, a pesar de haberse formado inicialmente como abogado. Entre sus proyectos destacan varios grandes puentes sobre el río Misuri, así como el puente de Memphis, Tennessee, y el viaducto de Boone, en Iowa.

## Semblanza
Morison nació en New Bedford (Massachusetts). Era hijo de John Hopkins Morison, un ministro de la iglesia unitaria. A los 14 años, ingresó en la Academia Phillips Exeter y se graduó a los 16 años. Continuó estudiando derecho en el Harvard College, donde fue compañero de clase del filósofo John Fiske. Recibió su licenciatura en 1863, cuando solo tenía 20 años. Después de un breve periodo de descanso, asistió a la Escuela de Derecho de Harvard, donde recibiría una licenciatura en derecho en 1866, siendo admitido en el Colegio de Abogados de Nueva York.
En 1867, con solo una formación general en matemáticas y su aptitud para la mecánica, abandonó la práctica de la ley e inició una carrera como ingeniero civil y constructor de puentes. Trabajó como aprendiz bajo la supervisión del ingeniero Octave Chanute durante la construcción del primer cruce sobre el río Misuri, el puente de Kansas City. 
Durante su vida, el diseño de los puentes evolucionó desde el uso de "reglas empíricas" hasta la utilización de técnicas de análisis matemático.
Es conocido por diseñar numerosos puentes de celosía de acero, incluidos varios que cruzan el río Misuri, el río Ohio y el río Misisipi. El puente de Memphis, construido en 1892, se considera su logro culminante, ya que fue la estructura más grande que diseñaría y el primer puente que atravesó el difícil curso bajo del río Misisipi. 
En la década de 1890, desarrolló una serie de conferencias, inspiradas por la lectura del libro de su compañero de Harvard, Fiske, titulado "The Discovery of America" (El descubrimiento de América), que describía los efectos transformadores del nuevo poder de la industria en aquella época. Recopiló estas conferencias para su publicación en 1898, pero no se publicaron hasta 1903, poco después de su muerte, bajo el título The New Epoch as Developed by the Manufacture of Power.

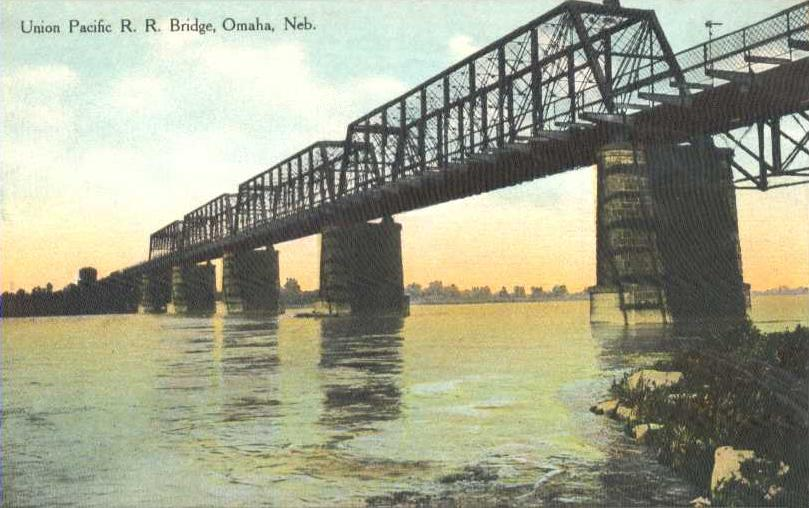
Puente del ferrocarril Union Pacific (1887) entre Omaha (Nebraska) y Council Bluffs (Iowa)

Morison murió en su casa de 36 West con 50th Street en Nueva York, y fue enterrado en Peterborough (Nuevo Hampshire), donde tenía una casa de verano (y donde había diseñado la biblioteca de la ciudad).
Fue el tío abuelo del historiador de la tecnología Elting E. Morison (1909-1995).

## Personalidad
Según Elting Morison, su tío abuelo era "desconsiderado con los camareros, contrató a un sustituto durante la Guerra Civil e invariablemente se refería a México como Pjacko". "Tenía, como Zenón de Elea, la convicción de que el tiempo era sólido. Si concertaba una cita para consultar con una persona a las 3:15 p.m., (como siempre decía, a las 15:15 horas), esa era la hora del encuentro. Los que llegaban antes tenían que esperar; los que llegaban en cualquier momento después de las 15:15 nunca eran recibidos". Morison leyó el Anábasis en griego, la Eneida en latín y las novelas de diez centavos de Archibald Clavering Gunter en inglés. "Pensaba que las personas que eran buenas con los animales, particularmente los caballos, eran populares entre sus compañeros y perdían su moral. Cuando montaba a caballo, lo detenía por completo diciendo: 'So, vaca'". Un domingo, Morison abandonó la iglesia cuando el ministro predicaba que la plata debía acuñarse en una proporción de 16 a 1, y le dijo al ministro que "nunca debería tratar de un tema que obviamente no entendía". De su vecino, el compositor Edward MacDowell, dijo Morison, que era "un hombre con quien no tenía absolutamente nada en común". Entre 1893 y 1897, Morison, soltero, se construyó una casa de 57 habitaciones para "tener un lugar donde poder comerse la cena de Acción de Gracias y donde poder ver la puesta de sol sobre el Monte Monadnock".

## Puentes principales
- Puente de Alton[6]
- Puente Alto Kate Shelley
- Puente ferroviario de Burlington
- Puente ferroviario de Cairo
- Puente de Maroon Creek
- Puente Frisco
- Puente de Taft

## Reconocimientos
- Morison fue presidente de la Sociedad Americana de Ingenieros Civiles (1895), así como miembro del Instituto Británico de Ingenieros Civiles, que le otorgó la Medalla Telford en 1892 por su trabajo en el puente de Memphis.

- En 1899, fue nombrado miembro de la Comisión del Canal del Istmo y recomendó la ubicación del Canal de Panamá, que inicialmente se había previsto en Nicaragua.[1]